# (500278) 2012 PM3
(500278) 2012 PM3 es un asteroide perteneciente al cinturón de asteroides, descubierto el 8 de agosto de 2012 por el equipo del Pan-STARRS desde el Observatorio de Haleakala, Hawái, Estados Unidos.

## Designación y nombre
Designado provisionalmente como 2012 PM3.

## Características orbitales
2012 PM3 está situado a una distancia media del Sol de 3,063 ua, pudiendo alejarse hasta 3,354 ua y acercarse hasta 2,772 ua. Su excentricidad es 0,095 y la inclinación orbital 8,575 grados. Emplea 1958,51 días en completar una órbita alrededor del Sol.
Los próximos acercamientos a la órbita de Júpiter se producirán el 4 de febrero de 2034, el 16 de diciembre de 2092 y el 18 de marzo de 2142, entre otros.

## Características físicas
La magnitud absoluta de 2012 PM3 es 16,5.